# MODERATO SUNDAY
『MODERATO SUNDAY』（モデラート・サンデー）は、2000年4月2日から同年9月24日までエフエム九州 (CROSS FM) で放送されていたワイド番組である。

## 概要
放送時間は毎週日曜 7:00 - 10:00 （日本標準時）、CROSS FM北九州本社スタジオからの生放送。「ヒーリング・プログラム」と銘打っていた番組で、音楽と情報を中心とする内容で放送。番組中に掛かる曲は、懐かしめのナンバーが中心であった。
ナビゲーターは門司正弘が務めていた。ディレクターは、当時『ROLLING SATURDAY』のナビゲーターでもあった立山律子が務めていた。この番組の終了後、門司はCROSS FMの番組を担当していない。

## コーナー
フラワーチャット
7:30頃から放送。毎回1つの花をテーマにし、その花に関する情報と花言葉を紹介した。
ライヴ・オン・ライヴ
8:00頃から放送。当時CROSS FMのチーフプロデューサーであった松井伸一が電話出演し、過去に福岡県内で行われた音楽ライブでのエピソードなどを紹介した。
PURE WIND
9:25 - 9:30に放送。日本財団提供のネットワーク番組で、福祉・環境関連の情報を紹介した。

## エピソード
CROSS FMにおけるEメールでのリクエストやメッセージの受付は2000年に入ってから行われたが、本番組には専用のアドレスが割り当てられなかった。そのため、当初はメッセージその他の投稿は主にFAXで行われ、門司が本番組以前に担当していた『MOZI MOZI SATURDAY』のメールアドレスがプレゼントの応募など限られた範囲で使われていたが、最終的にはこのアドレスがそのまま本番組専用のアドレスとなった。